# Ժ
Zhe, o Že (mayúscula: Ժ; minúscula: ժ; en armenio: ժե; en armenio clásico; ժէ) es la décima letra del alfabeto armenio. Representa la fricativa postalveolar sonora en ambos variedades del idioma armenio. Se suele ser romanizado con el digrafo Zh o con la letra Z con carón (Ž). Creada por Mesrop Mashtots en el siglo V d. C., tiene un valor numérico de 10. Su forma es similar a otra letra armenia, Tsa (ծ). La letra minúscula también es similar a la letra minúscula D (d).

## Galería

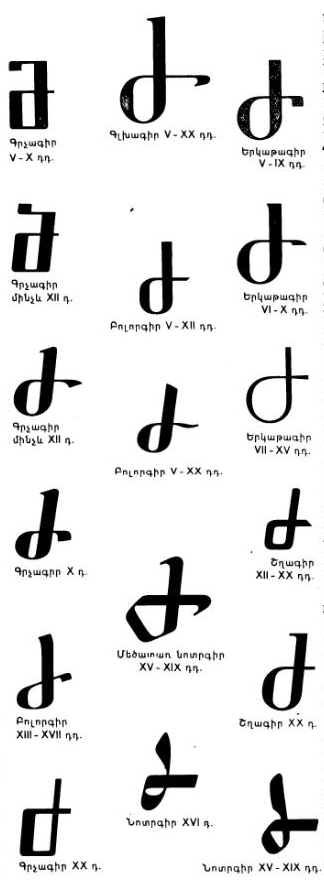
Varias fuentes históricas

Erkat'agir redondeado
Erkat'agir angular
Bolorgir
Notrgir
Shghagir
Forma tipográfica
Forma manuscrita

## Códigos informáticos
| Carácter      | Ժ                           | Ժ                           | ժ                         | ժ                         |
| ------------- | --------------------------- | --------------------------- | ------------------------- | ------------------------- |
| Unicode       | ARMENIAN CAPITAL LETTER ZHE | ARMENIAN CAPITAL LETTER ZHE | ARMENIAN SMALL LETTER ZHE | ARMENIAN SMALL LETTER ZHE |
| Codificación  | decimal                     | hex                         | decimal                   | hex                       |
| Unicode       | 1338                        | U+053A                      | 1386                      | U+056A                    |
| UTF-8         | 212 186                     | D4 BA                       | 213 170                   | D5 AA                     |
| Ref. numérica | &#1338;                     | &#x53A;                     | &#1386;                   | &#x56A;                   |

## Braille

Armenio oriental
Armenio occidental

## Caracteres relacionados y similares
- D d : Letra latina D
- Ž ž : Z con carón
- Ծ ծ : Letra armenia Tsa
- Ж ж : Letra cirílica Zhe
- Ⴏ ⴏ ჟ Ჟ : Letra georgiana Zhani